# The Barbarians
The Barbarians (englisch für „Die Barbaren“) war eine US-amerikanische Garagenrock-Band, die 1964 in Cape Cod (Massachusetts) gegründet wurde.
Sie landete einen (einzigen) Hit mit der Single Are You a Boy or Are You a Girl?, erschienen auf Nuggets: Original Artyfacts from the First Psychedelic Era, 1965–1968. Die Band wurde von dem einhändigen Schlagzeuger Victor „Moulty“ Moulton geleitet. Moulton verlor einen Teil seines linken Armes bei einer Explosion im Alter von vierzehn Jahren. Er hatte deshalb eine Prothese an seinem linken Arm, die es ihm erlaubte einen Schlagzeug-Klöppel zu halten. Er wird im Lied der Ramones Do you Remember Rock ’n’ Roll Radio? (1980) erwähnt.
Sie traten in der berühmten T.A.M.I. Show vom Oktober 1964 auf, an der Seite der berühmtesten Künstler ihrer Zeit, den Beach Boys, den Rolling Stones, James Brown, Marvin Gaye uvm.
Die Band löste sich 1966 auf.

## Diskografie (Auswahl)
- Hey Little Bird b/w You’ve Got to Understand, Joy J-290 (1964)
- Are You a Boy or Are You a Girl, Laurie L-3308 (1965)
- What the New Breed Say b/w Susie-Q, Laurie LR 3321 (1965)
- Moulty b/w I’ll Keep on Seeing You, Laurie 3326 (1966)